# Подлесный (сельское поселение Кубань)
Подле́сный — посёлок в Гулькевичском районе Краснодарского края России.
Входит в состав сельского поселения Кубань.

## Население
| 2002 | 2010 |
| ---- | ---- |
| 168  | ↗175 |

## Улицы
- ул. Бурная,
- ул. Красная[5].